# Cidade Gaúcha
Cidade Gaúcha est une municipalité brésilienne située dans l'État du Paraná.